# Malthe Johansen
Malthe Johansen, född den 1 februari 1996, är en dansk fotbollsspelare (försvarare) som har spelat sammanlagt 24 matcher för Danmarks juniorlandslaglag. Han har även spelat 7 matcher för FC Porto U19 i UEFA Youth League.

## Fotbollskarriär
Johansen spelade i ungdomslag för Brøndby IF säsongen 2013/2014.
Som 18-åring gick Malthe Johansen från Brøndby U19 till FC Porto där han tidigt blev knäskadad och var borta från spel knappt tre månader. Efter skadan spelade Johansen med U19-laget i UEFA Youth League. Porto tog sig till kvartsfinal genom att slå ut Real Madrid U19, matchen avgjordes på straffar efter 1:1 och Johansen slog Portos första straff till 1:2.
Johansen skrev kontrakt med Brøndby IF inför säsongen 2015/2016 men spelade inga ligamatcher. Däremot spelade han en match i cupen och två matcher i kvalet till Europa League. Efter säsongen avbröt han karriären.